# Henrique Murad
Henrique Murad (Recife, 17 de agosto de 1943) é um médico brasileiro.
Foi eleito membro da Academia Nacional de Medicina em 2003, ocupando a Cadeira 25, que tem João Benjamim Ferreira Batista como patrono.